# Рокот-крумплі
Ро́кот-кру́мплі (угор. rakott krumpli) — картопляна запіканка по-закарпатськи або «картопля перекладана». Потрібні власне картопля, себто крумплі (так називають її по-закарпатськи). Крумплі мають бути відварені «в мундирах» і почищені. Також необхідно відварити й почистити яйця. Окрім того, знадобиться пікниця — сиров'ялена домашня ковбаса, сметана, сіль, перець, зелень і тертий твердий сир.
Картоплю відварюють у підсоленій воді, охолоджують, чистять і нарізають круглими тонкими скибками. Так само на кружальця треба порізати сиров'ялену пікницю та круто зварені яйця. Викладають на деко з високими бортами. Для початку його потрібно змастити смальцем, інколи дно посипають тертими сухарями. На деко кладуть перший шар страви — нарізану кружальцями картоплю. Її солять і посипають прянощами — перцем, можна солодкою паприкою, можна додавати й інші приправи — коріандр, імбир, майоран. На картоплю другим шаром викладають кружальця пікниці та цибулі, тоді ще зверху — яйця. Усе це необхідно змастити сметаною, а зверху — знову присипати прянощами, або просто сіллю, перцем і червоною паприкою.
Після цього в такому ж порядку знову викласти картоплю, ковбасу та цибулю, тоді — яйця, прилити зверху сметаною і посипати спеціями та зеленню. Деко треба поставити в розігріту духовку на 20 хвилин — аби рокот-крумплі добре запеклися. Перед тим, як вийняти з печі, страву притирають твердим сиром — для утворення хрусткої золотистої скоринки.